# Eugenio Ravignani
Eugenio Ravignani (ur. 30 grudnia 1932 w Puli, zm. 7 maja 2020 w Trieście) – włoski duchowny rzymskokatolicki, w latach 1997–2009 biskup Triestu.

## Życiorys
Święcenia kapłańskie przyjął 3 lipca 1955. 7 marca 1983 został mianowany biskupem Vittorio Veneto. Sakrę biskupią otrzymał 24 kwietnia 1983. 4 stycznia 1997 objął diecezję Triestu. 4 lipca 2009 przeszedł na emeryturę.